# Wanted - La storia criminale di Grand Theft Auto
Wanted - La storia criminale di Grand Theft Auto (titolo originale: Jacked - The Outlaw Story of Grand Theft Auto) è un saggio-inchiesta scritto dal giornalista americano David Kushner, autore di Masters of Doom, sulla nascita e l'ascesa della famosa serie di videogiochi Grand Theft Auto e sulla creazione della sua casa sviluppatrice, la Rockstar Games.

## Trama
Wanted è il risultato di oltre 10 anni di interviste a tutti i protagonisti coinvolti negli scandali e nelle vicende, spesso controverse, legate appunto al franchise videoludico. Dalle aule di tribunale alle prime pagine dei giornali, racconta "le origini del successo di GTA", generato, secondo l'autore, dalla sfrontatezza nei confronti del perbenismo della società americana degli anni novanta e verso le contraddizioni che da esso derivano.

## Pubblicazione e critiche
Il libro è stato tradotto e pubblicato in diversi paesi. In Italia è stato pubblicato a maggio 2012 da Multiplayer.it Edizioni sia in cartaceo che in formato epub.
A marzo del 2015, la BBC Two ha annunciato un docu-drama di 90 minuti basato sulla nascita dei videogiochi di Grand Theft Auto, in produzione sotto il titolo di lavoro The Gamechangers. Diretto da Owen Harris e scritto da James Wood, il film-documentario avrà come protagonisti Daniel Radcliffe nel ruolo di Sam Houser, il presidente della Rockstar Games, e Bill Paxton in quello di Jack Thompson, l'avvocato radiato dall'albo. Nel maggio 2015 la Rockstar Games ha intentato una causa contro la BBC per violazione di marchio.

## Edizioni
- (EN)  David Kushner, Jacked - The Outlaw Story of Grand Theft Auto, Hoboken (NJ), John Wiley & Sons, 2012. ISBN 978-0-470-93637-5.[5]
- (EN)  David Kushner, Jacked: The unauthorized behind-the-scenes story of Grand Theft Auto, Londra, HarperCollins Publishers, 2012. ISBN 978-0-00-743485-5.[6]
- (IT)  David Kushner, Wanted - La storia criminale di Grand Theft Auto (trad. it. di Fabio Bernabei), Terni, Multiplayer.it, 2012. ISBN 978-88-6355-178-5.
- (FR)  David Kushner, Jacked, l'histoire officieuse de GTA (trad. fr. di Laurent Jardin), Houdan, Editions Pix'n Love, 2013. ISBN 978-2-91827267-0.[7]
- (FI)  David Kushner, Grand Theft Auton tarina: bandiittien nousu ja uho (trad. finl. di Timo Hautala), Fobos, 2013. ISBN 978-952-67937-0-2.[8]